# Dobrotínske skaly
Dobrotínske skaly jsou přírodní rezervace v katastrálním území obce Veľké Uherce v okrese Partizánske v Trenčínském kraji na Slovensku. Území bylo vyhlášeno či novelizováno v roce 1980 a jeho rozloha je 4,39 hektaru. Předmětem ochrany je xerotermní společenstva severní části pohoří Tribeč.